# Masanjia (Umerziehungslager)
Masanjia (vereinfachtes Chinesisch: 马三家 劳教所, traditionelles Chinesisch: 馬三家 勞教所; Pinyin: Mǎsānjiā Láojiào Suǒ) ist ein Lager zur Umerziehung durch Arbeit im Bezirk Yuhong in der Nähe von Shenyang, in der Provinz Liaoning in China. Die Einrichtung wird manchmal die Bildungsschule für Ideologie der Provinz Liaoning genannt. Masanjia wurde 1956 unter der Umerziehung-durch-Arbeit- beziehungsweise Laojiao-Politik gegründet und 1999 erweitert, um Anhänger der spirituellen Praktik Falun Gong festzuhalten und „umzuerziehen“. Nach Aussagen von ehemaligen Häftlingen stellen Falun-Gong-Praktizierende 50–80 % der Insassen im Lager dar. Andere Gefangene sind Kleinkriminelle, Prostituierte, Drogenabhängige, Bittsteller und Mitglieder anderer nicht genehmigter religiöser Minderheiten wie im Untergrund lebende Christen.
Die Frauenabteilung produziert Textilien. Mehrere Falun-Gong-Praktizierende sollen hier Berichten zufolge länger als vorgesehen festgehalten und misshandelt worden sein. 2007 kam es zu einem Hungerstreik. Kritikern zufolge werden in den Werkstätten Produkte hergestellt, die giftige Schadstoffe enthalten. Das Arbeitslager Masanjia wurde in einem Bericht eines UN-Sonderberichterstatters erwähnt. Es war auch Gegenstand einer Dokumentation des chinesischen Journalisten Du Bin, der infolgedessen inhaftiert wurde.
Anhänger der spirituellen Falun-Gong-Praxis versuchen schon lange, die Menschenrechtsverletzungen in dem Arbeitslager bekannt zu machen, das sie als eines der berüchtigtsten in ganz China bezeichnen. Neben der Zwangsarbeit sollen die Gefangenen mit Elektrostäben gefoltert sowie Zwangsernährung, verlängerter Einzelhaft und anderen Misshandlungen unterzogen werden. Diese Vorwürfe erhielten im Jahr 2013 internationale Aufmerksamkeit, als in einem chinesischen Magazin ein Enthüllungsbericht über Masanjia veröffentlicht wurde. Dieser wurde schnell entfernt, nachdem Chinas Regierung eine Richtlinie herausgegeben hatte, die es verbot, Berichterstattungen über die Geschichte zu veröffentlichen.

## Gründung des Arbeitslagers
Das Arbeitslager wurde am 9. März 1956 gegründet. In Übereinstimmung mit Chinas Umerziehung-durch-Arbeit-Praktiken, konnten Personen häufig ohne Verhandlung für belanglose Verbrechen oder „politische Vergehen“ im Arbeitslager festgehalten werden. Im Juli 1999 initiierte der chinesische Parteichef Jiang Zemin eine Kampagne zur Unterdrückung und Verfolgung von Falun Gong, das nach  Regierungsangaben 70 bis 100 Millionen Anhänger hatte. Diejenigen, die sich weigerten, die Praxis aufzugeben, wurden zur „Umerziehung“ in Arbeitslager eingesperrt. Um die Kampagne umzusetzen, wurde Masanjia im Oktober 1999 erweitert und die 2. Frauenabteilung gegründet, in die unbequeme weibliche Falun-Gong-Praktizierende eingesperrt wurden. Diese Abteilung wurde später mit der 1. Frauenabteilung zusammengelegt.
Die Stadt Masanjia hat in China an sich keinen schlechten Ruf, lediglich das „berüchtigte“ Arbeitslager vor den Toren der Stadt. Masanjia wurde in China zum Symbol eines Gulag-Systems aus der Mao-Zeit, das dazu dient, Menschen ohne Gerichtsbeschluss jahrelang festzuhalten. Ehemalige Häftlinge berichteten dem ARD-Hörfunkstudio Peking von schweren Misshandlungen und Folter. „Das Masanjia Arbeitslager ist auch nicht schwer zu finden, obwohl es auf fast keiner Landkarte verzeichnet ist, da in Masanjia jeder weiß, wo es ist“.

## Häftlingsbevölkerung
Nach einem im Juni 2013 veröffentlichten Bericht der New York Times waren Falun-Gong-Praktizierende und Mitglieder der in Untergrund lebenden christlichen Hauskirchen der Großteil der Insassen. Es gab auch Prostituierte, Drogenabhängige und Bittsteller, die hartnäckiger waren, als es für die örtlichen Behörden erträglich war. Ehemalige Insassen beschrieben, dass unbequeme Falun-Gong-Anhänger mehr Zwangsarbeit leisten mussten und mehr Misshandlungen unterzogen worden waren.
Obwohl die chinesischen Behörden keine genaue Anzahl der Falun-Gong-Anhänger bekannt gaben, die in den Umerziehung-durch-Arbeitslager festgehalten wurden, bestätigten sie im Januar 2001, dass mindestens 470 Falun-Gong-Praktizierende in Masanjia eingesperrt seien. Im August 2001 berichteten die offiziellen Medien Chinas, dass es dem Arbeitslager gelungen sei, „mehr als 90 Prozent der damals 1000 dort untergebrachten weiblichen Falun-Gong-Anhängern umzuerziehen“.
Die chinesische Website Civil Rights & Livelihood Watch berichtete, dass es ab 2010 im Lager vier Teams mit jeweils 200–300 Gefangenen gab. Zeugen im Lager berichteten, dass etwa 80 % der Gefangenen Falun Gong seien, der Rest bestehe aus Bittstellern mit allgemeinen Beschwerden gegen die Regierung.

## Foltervorwürfe
Es gab anhaltende Berichte über Folter und andere Menschenrechtsverletzungen, die in Masanjia begangen wurden. Nach Aussagen ehemaliger Häftlinge, die von der New York Times interviewt wurden, wurden Falun-Gong-Praktizierende ununterbrochen und am schlimmsten misshandelt, doch waren auch andere Gruppen Misshandlungen ausgesetzt.
Yuan Ling, ein chinesischer Reporter, der fünf Jahre ehemalige Gefangene von Masanjia interviewte, sagte, dass körperliche Bestrafung im Lager üblich sei und einige Frauen deshalb verkrüppelt wurden. Ein Enthüllungsbericht von Yuan im chinesischen Lens-Magazin beschrieb eine Vielzahl von Foltermethoden, die im Lager verwendet wurden. Gefangene wurden im Gesicht mit elektrischen Stäben geschockt, an den Armen aufgehängt und geschlagen. Eine andere Methode war die „Tigerbank“, bei der ein Insasse auf einer Bank sitzt, an der Taille verschnürt und nach vorne gebeugt wird, sodass Hände und Füße immobilisiert sind, und Ziegelsteine unter den Füßen platziert werden. Die Foltermethode „Todesbett“ bestand darin, dass die vier Glieder einer Person auf einem Bett auseinandergestreckt wurden und so über längere Zeit verharren mussten. Es gab auf dem Bett „vielleicht ein Loch oder auch nicht, durch das sie den Darm entleeren konnten“, schrieb die International Herald Tribune. Ehemalige weibliche Häftlinge beschrieben, dass sie monatelang in Einzelhaft festgehalten wurden, in Zellen mit zwei Quadratmetern Bodenfläche. In den Zellen fehlte den Frauen der Zugang zu Toiletten, sodass sie ihre Notdurft auf den Fußböden verrichten mussten. Wang Chunying, die 2007 in Masanjia eingesperrt war, sagte gegenüber der Japan Times, dass sie 16 Stunden lang ausgestreckt und mit Handschellen an zwei Etagenbetten gefesselt wurde, unfähig zu essen, zu trinken oder zu schlafen. Eine andere ehemalige Insassin erwähnte, dass sie zwei aufeinanderfolgende Wochen mit Handschellen in stehender Position an eine Tür gefesselt worden sei.

## Wirtschaftlichkeit des Lagers
Nach einem im Jahr 2013 erstellten Bericht, wurden im Lager Produkte, einschließlich Militäruniformen, für den heimischen Markt produziert, doch auch einige Artikel für den Export hergestellt. Ein Großteil der Arbeit im Lager gilt der Herstellung von Kleidung, wie Uniformen für die Polizei. Insassen berichteten, dass sie auch Weihnachtskränze für Südkorea zusammengebaut hätten. Arbeiter für das Lager wurden manchmal durch den Kauf von Gefangenen aus örtlichen Gerichtsbarkeiten beschafft.
Insassen berichteten, dass Beamte des Masanjia-Lagers einfach Kleinkriminelle aus anderen Städten für 800 Renminbi (etwa 106 Euro) für sechs Monate Arbeit kauften, wenn es an Arbeitskräften mangelte. Zu diesen gehörten Menschen wie Zhang Ling, eine 25-Jährige aus der östlichen Küstenstadt Dalian. Sie erwähnte, dass sie unter einer Gruppe von 50 jungen Frauen gewesen sei, die von der Polizei, während einer Niederschlagung illegaler Schneeballsystemverkäufe zusammengetrieben und an das Masanjia-Arbeitslager verkauft wurden. Im Lager nähte sie Knöpfe an Militäruniformen, wurde jedoch zehn Monate früher freigelassen, nachdem ihr Bruder für ihre Freilassung gezahlt hatte.
Corinna-Barbara Francis, China-Forscherin bei Amnesty International, sagte gegenüber der New York Times, dass die Abschaffung beziehungsweise die erhebliche Reformierung des Umerziehung-durch-Arbeit-Systems für die Verantwortlichen beängstigend sei. Zum einen da  die Polizei dadurch einen einfachen Weg habe, mit Unruhestiftern umzugehen, zum anderen, weil es für diejenigen lukrativ sein kann, die innerhalb eines Systems arbeiten, das aus mehr als 300 Lagern besteht. Zusätzlich zu den Gewinnen, die das Lager durch die Arbeit der Insassen erzielt, fordern Gefängnisangestellte bei Familien der Inhaftierten Bestechungsgelder, um eine frühzeitige Freilassung oder eine bessere Behandlung zu ermöglichen. „Angesichts des beträchtlichen Geldes, das an diesen Orten gemacht werden kann, ist der ökonomische Anreiz, das System aufrechtzuerhalten, wirklich mächtig“, folgert Francis.

### Einige im Arbeitslager hergestellte Produkte
Unter anderem wurden im Lager Produkte für Halloween hergestellt sowie Weihnachtskränze, Papierblumen, Stoffblumen und Seidenblumen, Zierartikel wie Kreise, Pagoden und Herzen. Des Weiteren Mantelfutter, das mit Entenfedern gefüllt wurde und anschließend das Etikett „Made in Italy“ erhielt. Insassen wurden von den Wärtern angehalten, Exportartikel für die Vereinigten Staaten besonders sorgfältig zu bearbeiten. Jia Yuhai, die nach ihrer Gefangenschaft nun in New York lebt, sagte: „Wann immer wir Waren für den Export machen mussten, sagten sie (die Wärter), dass wir besonders darauf achten sollen.“

## Medienberichterstattung
Am 23. Dezember 2012 berichtete der Oregonian, dass eine amerikanische Frau namens Julie Keith eine handgeschriebene Nachricht in einer Halloween-Dekoration, die sie bei Kmart kaufte, gefunden hatte. Der Brief war abwechselnd in Chinesisch und Englisch geschrieben. Im Brief, dessen Echtheit von CNN bestätigt wurde, war zu lesen, dass die Dekoration in der Einheit 8, Abteilung 2 des Masanjia-Zwangsarbeitslagers zusammengebaut wurde. Im Brief wurden die Zwangsarbeitsbedingungen im Lager beschrieben und erwähnt, dass viele der Gefangenen Falun-Gong-Praktizierende seien, die ohne Prozess festgehalten würden. Nach US-Gesetz ist es illegal, Gegenstände zu importieren, die durch Zwangsarbeit hergestellt wurden. Berichten zufolge wollten die U.S. Einwanderungs- und Zollbehörden die Behauptungen des Schreibens überprüfen. Kmart wies darauf hin, dass sie nicht in der Lage seien das Produkt, Plastik-Grabsteine, bis ins Lager zurückzuverfolgen. 2013 erschien der angebliche Autor des Briefes in Peking. Der Mann, der seinen Nachnamen nur als Zhang angab, war Falun-Gong-Anhänger, der im Lager gefangen gehalten worden war. Zhang berichtete, dass er etwa zwei Dutzend Notizen geschrieben und diese in Produkte eingeschlossen habe, deren Verpackung ein englischsprachiges Versandziel hatte.
Im Mai 2016 gelang es Julie Keith, den Verfasser des Briefes zu besuchen. Sie hatte nach Erhalt der S.O.S.-Notiz beschlossen, dem Schreiber zu helfen und hatte den Brief einer Menschenrechtsorganisation übergeben. Der Verfasser war ein chinesischer Ingenieur namens Sun Yi, der 2008 von der Polizei in China festgenommen und im Masanjia-Arbeitslager eingesperrt worden war, weil er Falun Gong praktizierte. Sun hatte diesen Hilferuf geschrieben, obwohl er wusste, dass er eventuell dafür gefoltert werden könnte und sein Leben riskierte. Die Geschichte seiner schockierenden Erfahrungen im Arbeitslager wurden erst bekannt, nachdem er freigelassen wurde. Nach Suns Entlassung war er äußerlich so verändert, dass ihn seine Schwester nicht wiedererkannte. Er sagte, dass er ohne seinen Glauben an Falun Gong die endlosen Qualen wahrscheinlich nicht hätte durchstehen können. Sun erholte sich, nachdem er wieder die Falun-Gong-Übungen machen konnte. Im Dezember 2016 konnte Sun aus China fliehen und ging nach Indonesien. Doch wurde er wieder nach China deportiert, als er mit seinem Foto und Namen in den Medien genannt worden war. Im Sommer 2017 entschloss er sich, seine Geschichte zu veröffentlichen und schrieb sein Testament, da er Angst hatte, getötet zu werden. Nicht lange danach wurde er in eine Klinik gebracht und verstarb angeblich an Nierenversagen. Suns Leichnam wurde ohne Zustimmung seiner Familie eingeäschert, was Verdacht unter seinen Familienangehörigen und Freunden erregte.
Amelia Pang, eine amerikanische Schriftstellerin, will ein Buch veröffentlichen, das die schockierende Geschichte von Sun erzählt. Die Qualen, die Sun sowie andere Falun-Gong-Praktizierende erleiden mussten, die Berichten zufolge im Masanjia-Arbeitslager am schlimmsten behandelt werden. Denn das kommunistische atheistische Regime will Glaubensgefangene dazu bringen ihren Glauben aufzugeben und benutzen dazu meist brutale Methoden.
Im April 2013 veröffentlichte das chinesische Magazin Lens der Finanznachrichten-Mediengruppe (財訊傳媒集團,  Cái xùn chuánméi jítuán) in China einen 14-seitigen Enthüllungsbericht „Aus ‚Masanjia‘ entkommen“ (走出「馬三家」) über Misshandlungen im Masanjia-Arbeitslager. Die 20.000-Wort-Ermittlungsgeschichte basierte auf Interviews mit etwa 20 ehemaligen Häftlingen, die sich daran erinnerten, Zwangsarbeit und einer Vielzahl Foltermethoden unterworfen worden zu sein. Der Artikel verursachte in China Aufsehen und belebte erneut Aufrufe zur Reform des Zwangsarbeitssystems. Am 8. April – nur zwei Tage nach der Veröffentlichung des Berichts – hatten mindestens 420.000 Menschen an Online-Diskussionen über den Bericht teilgenommen. Am nächsten Tag veröffentlichte die Propaganda-Abteilung der Kommunistischen Partei Chinas Anweisungen, die Nachrichtenorganisationen verboten, den Lens-Bericht zu „rekonstruieren, darüber zu berichten oder diesen zu kommentieren.“
Kurz nach der Veröffentlichung des Lens-Artikels, veröffentlichte der Filmemacher und ehemalige Fotograf der New York Times Du Bin einen Dokumentarfilm über das Arbeitslager Masanjia mit dem Titel „Women Above Ghost’s Head“. Laut der ehemaligen Gefangenen Liu Hua stellt der Titel einen Hinweis dar, dass Masanjia auf einem Friedhof errichtet worden war. Der Film wurde in Festlandchina verboten und Du Bin festgenommen.